# Blautia
Blautia ist eine Gattung von Bakterien. Die Arten kommen im Darmtrakt von Säugetieren, einschließlich des Menschen, vor. Die probiotischen Wirkungen der Gattung wurden intensiv untersucht.

## Merkmale
Die einzelnen Arten von Blautia sind nicht beweglich, die Zellgrößen liegen im Bereich von 1,0–1,5 Mikrometer in Breite und 1,0–3,0 Mikrometer in Länge. Bei der Mehrzahl der Stämme wurde keine Bildung von Sporen beobachtet.

## Stoffwechsel und Wachstum
Die Arten sind anaerob, der Stoffwechselweg ist die Gärung.
Einige Arten sind auch in der Lage, Kohlenstoffdioxid und Wasserstoff durch die Acetogenese zur Energiegewinnung zu nutzen. Kohlenstoff dient hierbei als Elektronenakzeptor, Acetat ist das Endprodukt. Hierzu zählen z. B. Blautia hydrogenotrophica und Blautia schinkii. Für die meisten bis 2021 beschriebenen Arten liegt die optimale Temperatur bei 37 °C und der beste pH-Wert für das Wachstum beträgt 7,0.

## Systematik
Die Gattung Blautia zählt zu der Familie Lachnospiraceae. Diese Familie wird zu der Ordnung Eubacteriales gestellt. Eubacteriales wurden früher als Clostridiales bezeichnet. Laut LPSN (List of Prokaryotic names with Standing in Nomenclature) ist Eubacteriales der nun geltende Name für diese Ordnung. Ähnliches gilt auch für die Abteilung Bacillota, zuvor wurde sie als Firmicutes bezeichnet.
Blautia wurde aufgrund einer Beschreibung einer zuvor nicht bekannten Bakterienart (Blautia wexlerae) und aufgrund von genetischen Untersuchungen der 16s-rRNA bereits beschriebener Arten neu eingeführt. Als Folge wurden einige Arten von Ruminococcus und die Art Clostridium coccoides der Gattung Blautia zugeordnet. Die Art Blautia coccoides ist die Typusart.
Der Name Blautia wurde zu Ehren von Michael Blaut, einem deutschen Mikrobiologen, in Anerkennung seiner zahlreichen Beiträge zur gastrointestinalen Mikrobiologie des Menschen gewählt.
Es folgt eine Liste einiger Arten:
- Blautia acetigignens Hitch et al. 2022
- Blautia caecimuris Lagkouvardos et al. 2016
- Blautia celeris Liu et al. 2022
- Blautia coccoides (Kaneuchi et al. 1976) Liu et al. 2008
- Blautia faecis Park et al. 2013
- Blautia glucerasea corrig. Furuya et al. 2010
- Blautia hansenii (Holdeman and Moore 1974) Liu et al. 2008
- Blautia hydrogenotrophica (Bernalier et al. 1997) Liu et al. 2008
- Blautia intestinalis Wang et al. 2021
- Blautia liquoris Lu et al. 2021
- Blautia luti (Simmering et al. 2002) Liu et al. 2008
- Blautia obeum (Moore et al. 1976) Lawson and Finegold 2015
- Blautia producta (Prévot 1941) Liu et al. 2008
- „Blautia provencensis“ Pham et al. 2017
- Blautia schinkii (Rieu-Lesme et al. 1997) Liu et al. 2008
- „Blautia segnis“ Liu et al. 2021
- Blautia stercoris Park et al. 2012
- Blautia wexlerae Liu et al. 2008

## Ökologie
Arten von Blautia wurden aus Darm und Kot isoliert. Sie wurden auch in Pansen und Abwässern gefunden.
Es folgt eine Tabelle mit Angaben der Fundorte:
| Art                                                         | Fundort              |
| ----------------------------------------------------------- | -------------------- |
| Blautia caecimuris                                          | Blinddarm einer Maus |
| Blautia coccoides (Clostridium coccoides)                   | Kot einer Maus       |
| Blautia hansenii (Ruminococcus hansensii)                   | menschlicher Kot     |
| Blautia hydrogenotrophica (Ruminococcus hydrogenotrophicus) | menschlicher Kot     |
| Blautia luti (Ruminococcus luti)                            | menschlicher Kot     |
| Blautia obeum (Ruminococcus obeum)                          | menschlicher Kot     |
| Blautia producta (Ruminococcus productus)                   | Sputum               |
| Blautia schinkii (Ruminococcus schinkii)                    | Pansen von Lämmern   |
| Blautia glucerasea                                          | Hundekot             |

## Probiotische Wirkung
Blautia zählt zu der Großgruppe der Firmicutes (in der Taxonomie seit 2021 auch als Bacillota bezeichnet). Hier sind viele Arten vereinigt, die im Verdauungstrakt vom Menschen und anderen Vertebraten vorkommen. In den Familien Oscillospiraceae  (früher als Ruminococcaceae geführt) und Lachnospiraceae ist hier die Mehrheit der Darmbakterien zu finden. Vertreter der Gattung Blautia machen etwa 3–11 % der menschlichen Darmmikroflora aus.
Blautia ist von besonderem Interesse, da es zur Linderung von Entzündungs- und Stoffwechselkrankheiten beiträgt und eine antibakterielle Wirkung gegen bestimmte Bakterien besitzt. Mehrere Arbeiten weisen darauf hin, dass die Zusammensetzung und die Veränderungen der Blautia-Population im Darm mit zahlreichen Faktoren wie z. B. Alter des Wirts, Herkunft, Ernährung, Genotyp und Gesundheit zusammen hängen. Es hat sich auch gezeigt, dass diese Gattung andere Darmmikroorganismen beeinflussen kann. Verschiedene Untersuchungen haben außerdem gezeigt, dass im Darm von gesunden Menschen mehr Bakterien der Gattung Blautia vorkommen, als im Vergleich zu von Patienten mit psychiatrischen Störungen, wie Autismus und Schizophrenie. Dies trifft auch auf Patienten mit Multipler Sclerose (MS) zu. Bei einer Untersuchung wurde festgestellt, das bei gesunden Personen höhere Anteile von Blautia, Acinetobacter, Pedobacteria, Akkermansia und Dorea auftreten.
Die Art Blautia hansenii scheint außerdem negativ mit Adipositas zu korrelieren. So wurden bei Menschen mit mehr viszeralem Fett weniger Blautia hansenii im Darmtrakt gefunden. Dies ist unabhängig von Alter oder Geschlecht. Arten, wie B. hydrogenotrophica bilden Acetat. Diese Verbindung zählt zu den kurzkettigen Fettsäuren (englisch: „Short chain fatty acids“, SCFAs). Kurzkettige Fettsäuren sind wichtig bei der physiologischen Homöostase der Bauchspeicheldrüse, Skelett, Muskeln, Leber und Fettgewebe. Andere Arten, die Acetat im Darm freisetzen, sind z. B. Bifidobacterium longum, Clostridium ljungdahlii sowie verschiedene Arten von Prevotella, Streptococcus und Lactobacillus.
Andererseits wird bei schweren Depressionen oft ein Anstieg der Häufigkeit von Blautia beobachtet.
So wurde beispielsweise bei 22 verschiedenen Gattungen ein Anstieg beobachtet, wozu auch Blautia zählt.